# Auer Packaging
Die AUER Packaging GmbH ist ein Unternehmen mit Hauptsitz in Amerang (Oberbayern), das auf die Produktion und den Vertrieb von Transport- und Lagerbehältern aus Kunststoff spezialisiert ist. 2018 meldete das Unternehmen erstmals einen Umsatz über 100 Millionen Euro.

## Geschichte
Das Unternehmen wurde 1985 von Robert Auer in Kraiburg gegründet und produzierte zunächst Kunststoffteile für den Gärtnereibedarf. 1991 kam die Staudenkiste als erste Kunststoffkiste auf den Markt. Neben der saisonbedingten Ausrichtung auf Gärtnerbedarf für Großkunden, begann Auer mit der Produktion von Eimern für die Lebensmittelindustrie, um eine bessere Auslastung der Spritzgussmaschine zu erreichen. Bald erfolgte die Weiterentwicklung zu Industrieboxen. Das Unternehmen wuchs dank Getränkekästen und 2007 stieg Sohn Philipp Auer ins Unternehmen ein. 2008 expandierte Auer in Europa nach Polen, Spanien, Großbritannien, in die Schweiz und in die Niederlande. 2014 erwarb Auer den heutigen Standort in Amerang, 2019 wurden dort eine zweite und dritte Fertigungshalle sowie eine Logistikhalle gebaut. Mit dem Umbau wurde eine neue Führungsebene eingesetzt und vier weitere Mitglieder der Geschäftsleitung ernannt.

## Unternehmensstruktur
Auer hat Fertigungsstandorte in Amerang mit ca. 50.000 m² und Hohenpeißenberg. Dazu kommen acht Tochtergesellschaften in West- und Osteuropa. Neben der Geschäftsleitung bestehend aus Gründer Robert Auer, Personalchefin Diana Auer und Marketingleiter Philipp Auer wurden 2019 Katharina Ganslmaier, Monika Auer, Michael Wenninger und Sergej Andert in die Führungsebene berufen.
Das Unternehmen produziert pro Jahr rund 42 Millionen Kunststoffbehälter. Zu den Kunden zählen besonders Unternehmen aus der Lebensmittelindustrie, der Groß- und Einzelhandel, der Automobilindustrie und des Maschinenbaus. Der Jahresumsatz lag im Jahr 2018 / 2019 bei 100 Mio. Euro.

### Produkte
Das Produktsortiment reicht von Sichtlagerkästen, Regal- und Materialflusskästen (C-Teile) für Regallager über runde oder ovale Container für die Chemie- und Lebensmittelindustrie bis hin zu stapelbaren KLT-Behältern, Großladungsträgern, Eurobehältern, Systemboxen, Schutzkoffern sowie Paletten in diversen Größen und Ausführungen. Die Produkte werden ausschließlich in Deutschland hergestellt.